# گندمک رنگ‌پریده
گندمک رنگ‌پریده (نام علمی: Stellaria pallida) نام یک گونه از سرده گندمک است.